# Ranavalona II
Ranavalona II' (1829 - 13 tháng 7 năm 1883) là Nữ hoàng Madagascar từ 1868 đến 1883, kế vị Nữ hoàng Rasoherina, người chị em họ của cô. Cô được nhớ đến nhiều nhất về việc Kitô giáo hóa triều đình hoàng gia trong triều đại của cô.

## Đầu đời
Ranavalona II với chức vị khi sinh ra là Công chúa Ramoma vào năm 1829 tại Ambatomanoina, gần Antananarivo ở vùng cao nguyên trung tâm với song thân là Hoàng tử Razakaratrimo và vợ là Công chúa Rafarasoa Ramasindrazana. Khi còn là một phụ nữ trẻ, giống như người em họ Rasoherina, bà kết hôn với vua Radama II và trở thành góa phụ khi chồng bị ám sát trong cuộc đảo chính của quý tộc năm 1863. Thủ tướng thời đó, Rainivoninahitriniony, đóng một vai trò quan trọng trong âm mưu ám sát và công khai lên án hành động buộc ông ta phải thực hiện hành động này qua một bài viết của mình. Vị trí của Thủ tướng sau đó được thay thế bởi em trai Rainilaiarivony, người đã kết hôn với Nữ hoàng Rasoherina và sau đó, khi bà qua đời, đã giúp chỉ định Ranavalona II là vị vua kế tiếp của Madagascar và kết hôn với bà để giữ lại vị trí của mình.
Trong những năm tháng tại triều đình, Ramoma trẻ tuổi được các nhà truyền giáo Tin Lành dạy kèm, những người đã ảnh hưởng lớn đến quan điểm tôn giáo và chính trị của cô. Cô ngày càng trở nên gia tăng đối với niềm tin của tôn giáo Kitô giáo.